# Battaglia di Moribe
La battaglia di Moribe (森部の戦い?, Moribe no Tatakai) si svolse nel 1561 nella provincia di Mino.
Quando Saitō Yoshitatsu morì di malattia nel giugno del 1561, Oda Nobunaga approfittò della situazione portando un esercito ed invadendo la provincia di Mino. L'erede adolescente di Yoshitatsu, Tatsuoki, rispose inviando una forza dal castello di Sunomata per colpire in anticipo. 
Venne però sconfitto dall'esercito di Nobunaga, che conquistò lo stesso castello di Sunomata. Le forze degli Oda e dei Saitō si scontrarono nuovamente la settimana successiva in una battaglia nota come Jushijo che iniziò con un agguato contro un contingente Oda. 
Nobunaga in fretta guidò una forza fuori da Sunomata e sconfisse i Saitō durante un'azione notturna, nella quale però perse la vita il generale Inaba Mataemon, tra i più talentuosi del clan Oda..
Dopo altri piccoli scontri e la conquista di altre due fortificazioni dei Saitō, Nobunaga ritornò nella provincia di Owari per ragioni poco chiare.